# 대니 분
다니 분(프랑스어: Dany Boon, 프랑스어 발음: [dani], 1966년 6월 26일 ~ )은 프랑스의 배우, 각본가, 영화 감독이다.

## 작품 목록
- 지속되는 페달 (2004, Pédale dure)
- 샤크 (2004) - 프랑스어 더빙
- 메리 크리스마스 (2005)
- 발렛 (2006)
- 마이 베스트 프렌드 (2006)
- 알로, 슈티 (2008) - 연출 겸임
- 호튼 (2008) - 프랑스어 더빙
- 체인징 사이드: 부부탐구생활 (2008)
- 믹막: 티르라리고 사람들 (2009)
- 웰컴 투 사우스 (2010)
- Rien à déclarer (2010) - 연출 겸임
- 동물원 사육사 (2011) - 프랑스어 더빙
- 아스테릭스와 오벨릭스: 여왕폐하를 위하여 (2012, Astérix et Obélix : Au service de Sa Majesté)
- 플라이 미 투 더 문 (2012)
- 겨울왕국 (2013) - 올라프 역 (프랑스어 더빙)
  - 겨울왕국 2 (2019)
- 슈퍼처방전 (2014) - 연출 겸임
- 롤로 (2015, Lolo)
- 마이 리틀 자이언트 (2016) - 프랑스어 더빙
- 페니 핀처 (2016) - 프랑수아 고티에 역
- 레드 댕그 (2017, Raid dingue) - 연출 겸임
- 패밀리 이즈 패밀리 (2018, La Ch'tite Famille)
- 머더 미스터리 (2019)
  - 머더 미스터리 2 (2023) - 들라크루아 경위 역
- 뤼마니테 8번지 (2021, 8 Rue de l'Humanité)
- 기브 어 리틀 비트 (2024, Give a Little Beat) - 루도 역